# Lovers (1927)
Lovers ou Lovers? é um drama de cinema mudo de 1927 produzido e distribuído pela MGM e dirigido por John M. Stahl. É estrelado por Ramon Novarro e Alice Terry. É baseado na peça de 1908 The World and His Wife e é um remake de um filme mudo de 1920 com o mesmo nome da Paramount. Lovers é um filme perdido. 

## Elenco
- Ramon Novarro como Jose
- Alice Terry como Felicia
- Edward Martindel como Don Julian
- Edward Connelly como Don Severo
- George K. Arthur como Pepito
- Lillian Leighton como Dona Mercedes
- Holmes Herbert como Milton
- John Miljan como Alvarez
- Roy D'Arcy como Senor Galdos

## Status de Preservação
O Filme atualmente é considerado Perdido.